# Ромери

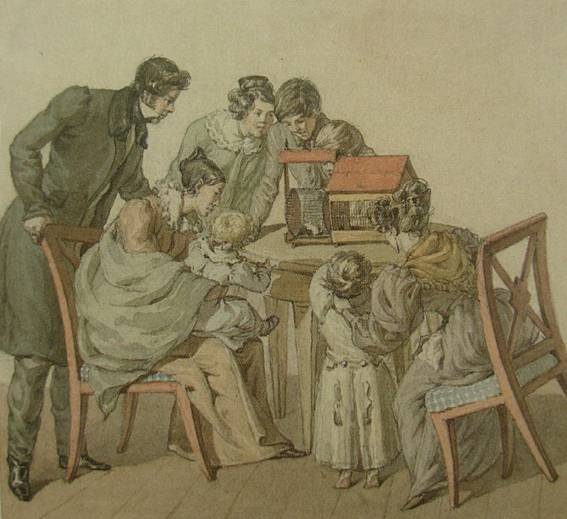
Сім'я Ромерів, Едвард Ян Ромер‎, 1829

Ромери (пол. Römerowie, нім. Römern, Roemern)  — великолитовський шляхетний рід німецького походження.
Походить з Саксонії і переселився в Курляндію у 1560 р., а звідти на початку XVII ст. перейшов до Речі Посполитої.
Інша гілка роду переселилася в кінці XVIII ст. з Саксонії у Росію; з Миколою Федеровичем Ромером (1804–1889)  — дійсним таємним радником, сенатором і членом Опікунської Ради установ Громадського Догляду.
Рід Ромерів внесений у дворянський матрикул Курляндської губернії, у VI частину родовідної книги Віленської губернії і в II частину родовідної книги Санкт-Петербурзької губернії.

## Опис герба
На червоному полі дві схрещені срібні тростини пілігрима, кожна з двома кнопками на ручці. В нашоломнику такі ж тростини, які закінчуються трьома страусиними пір'їнами. Намет червоний, підкладений сріблом.

## Найбільш відомі
1. Міхал Ромер (1778–1853), громадсько-політичний діяч.
2. Едвард Ян Ромер (1806–1878), громадський діяч, ліератор, перекладач i художник.
3. Альфред Ізидор Ромер (1832–1897), живописець, скульптор, мистецтвознавець, етнограф. Син Едварда Яна Ромера.
4. Едвард Матей Ромер (1848–1900), художник. Син Едварда Яна Ромера.
5. Міхал Піус Ромер (1880–1945), польський і литовський науковець, громадсько-політичний діяч; один з головних ідеологів ліберально-демократичного крила крайовців.